# Achanthiptera
Achanthiptera is een geslacht van insecten uit de familie van de echte vliegen (Muscidae), die tot de orde tweevleugeligen (Diptera) behoort.

## Soort
- A. rohrelliformis (Robineau-Desvoidy, 1830)